# Valaxa
Valaxa (grekiska: Βάλαξα) är en mindre, obebodd ö i Grekland. Den ligger sydväst om ön Skyros i ögruppen Sporaderna och regionen Grekiska fastlandet, i den östra delen av landet, 120 km nordost om huvudstaden Aten. Arean är 5,1 kvadratkilometer.